# Kościół Matki Bożej Miłosierdzia „Tal-Ħniena” w Żejtun
Kościół Matki Bożej Miłosierdzia (malt. Il-knisja tal-Madonna tal-Ħniena, ang. Church of the Madonna of Mercy), znany jako Tal-Ħniena – jest to kościół rzymskokatolicki, położony w Bir id-Deheb, części miejscowości Żejtun na Malcie.

## Historia

### Początki
Kościół, stojący dziś w przysiółku Bir id-Deheb w Żejtun, jest duży i nowoczesny. Na miejscu zwanym przez mieszkańców „Ta’ Tablin”, które w przeszłości było częścią małej wioski Ħal Ġwann, stała mała kaplica pod wezwaniem Wniebowzięcia Matki Bożej. Wioska Ħal Ġwann jest wzmiankowana w wielu XV- i XVI-wiecznych dokumentach, będących w posiadaniu muzeum parafialnego. Jej śladem w dzisiejszym Żejtun jest ulica Ħal Ġwann (Triq Ħal Ġwann).
Nie wiadomo, kiedy dokładnie została zbudowana oryginalna kaplica. Pierwsze wzmianki pochodzą z raportu papieskiego wysłannika Pietro Dusiny z 1575. Kaplica miała jeden wąski ołtarz, podłogę z płyt kamiennych oraz drewniane drzwi. Nie miała jednak opiekuna ani żadnych dochodów. Dusina zalecił lepsze zarządzanie kaplicą.

### Zmiana wezwania
W 1618 kaplicę wizytował biskup Baldassare Cagliares, który zarządził jej zamknięcie z powodu złego stanu. Trzy lata później, w 1621, zezwolił na jej powtórne otwarcie, jednocześnie zmieniając jej wezwanie na Madonna Tal-Hniena – Matki Bożej Miłosierdzia. Rozpoczęto obchodzenie święta patronalnego w piątek przed Niedzielą Palmową.

### Druga kaplica
Kaplica znów nie była jednak dobrze zarządzana, gdyż jej powtórne zamknięcie nastąpiło 21 listopada 1659, tym razem z zarządzenia biskupa Miguela Caramasy. 14 kwietnia 1677 niejaka Catherine Vella przekazała pewną sumę na odbudowanie i wyposażenie kaplicy, i wkrótce, przed 1679, biskup Molina zezwolił na jej otwarcie. Zapoczątkowane zostały wówczas procesje z kaplicy do ówczesnego kościoła parafialnego w Żejtun, odbywające się w poniedziałek po Wielkanocy. Przypuszcza się, że niejaki Cosmus był, jeśli również nie fundatorem, to przynajmniej dobroczyńcą kaplicy. Przypomina o tym obraz Matki Boskiej Bolesnej przez niego ufundowany i podarowany świątyni. W lewym dolnym rogu malowidła znajduje się napis "V.F.G.A. Cosmus", co wykłada się jako Volum fecit, gratiam accepit Cosmus (łac. "Cosmus uczynił za otrzymaną łaskę"). Na starożytność tego obrazu wskazuje fakt, że w 1938 malarz Joseph Caruana, zatrudniony do jego odrestaurowania odkrył, że obraz był już wcześniej odnawiany. 

### Trzecia kaplica
W 1865 rektor kaplicy ks. John Tabone zburzył poprzednią i zbudował na jej miejscu nową świątynię, według projektu Toniego Carabotta. Jej półkoliste sklepienie wsparte jest na łukach. W 1927 została odmalowana i wymieniono w niej podłogę. Podczas II wojny światowej kaplica została mocno uszkodzona podczas bombardowania lotniczego. Odbudowana w 1947 przy wsparciu Dom Mintoffa, późniejszego premiera Malty, który w listopadzie tego roku wziął w niej ślub. 

## Nowy kościół
Będący od 1937 rektorem kościoła ks. John Vella, w 1959 zatrudnił architekta Josepha D'Amato, by powiększył świątynię. Nowy kościół został dobudowany do istniejącej już kaplicy z 1865. Pierwsza msza święta w nowej świątyni odprawiona została 27 maja 1962. W następnych latach kolejni rektorzy kościoła kontynuowali jego rozbudowę. Zbudowana została dzwonnica, galeria organowa, centrum spotkań młodzieży na tyłach świątyni, odnowiono również system oświetlenia elektrycznego. Dzwonnica ukończona została w 2005.

### Architektura
Do głównego wejścia do kościoła dochodzi się przez półkolisty plac, otoczony balustradą. Fasada kościoła charakteryzuje się dużymi prostokątnymi drzwiami, osadzonymi w prostokątnej ramie i zwieńczonej eliptycznym gzymsem. Po obu stronach głównego wejścia znajdują się podobne, ale mniejsze drzwi. Środkowa część fasady zakończona jest złamanym frontonem. Boczne części fasady, cofnięte w stosunku do części centralnej, zwieńczone są balustradą. Na szczycie fasady nawy, górującej ponad dachem kruchty, znajduje się trójkątny fronton. Prostokątna dzwonnica, również zakończona balustradą, dobudowana została po lewej stronie, na tej samej linii co nawa.

## Kościół dzisiaj
Kościół jest w bardzo dobrym stanie. Zapewnia posługę religijną dla najbardziej zewnętrznego rejonu parafii. Odbywają się w nim codzienne msze święte. W czwartą niedzielę września mieszkańcy przysiółka Bir id-Deheb organizują uroczystą fiestę ku czci patronki kościoła. 

## Ochrona dziedzictwa kulturowego
Budynek kaplicy umieszczony jest na liście National Inventory of the Cultural Property of the Maltese Islands pod nr. 1896. 